# Pseudomelittia
Pseudomelittia is een geslacht van vlinders uit de familie wespvlinders (Sesiidae), onderfamilie Sesiinae.
Pseudomelittia is voor het eerst wetenschappelijk beschreven door Le Cerf in 1917. De typesoort is Pseudomelittia berlandi.

## Soorten
Pseudomelittia omvat de volgende soorten:
- Pseudomelittia andraenipennis (Walker, 1856)
- Pseudomelittia berlandi Le Cerf, 1917
- Pseudomelittia cingulata Gaede, 1929